# Adolf Bernhard
Adolf Bernhard (* 21. September 1882 in Denkingen bei Pfullendorf; † 11. Juli 1942 im KZ Dachau) war ein deutscher römisch-katholischer Geistlicher und Märtyrer.

## Leben
Adolf Bernhard wuchs als Sohn eines Landwirts zwischen Sigmaringen und Bodensee auf. Er besuchte die Lendersche Lehranstalt in Sasbach und das Ludwig-Wilhelm-Gymnasium in Rastatt und machte 1903 Abitur. Er bezog das Collegium Borromaeum in Freiburg im Breisgau, studierte Theologie an der Albert-Ludwigs-Universität Freiburg  und im Priesterseminar St. Peter und wurde am 1. Juli 1908 zum Priester geweiht. Die Stationen seines Wirkens waren: St. Märgen, Wolfach, Grafenhausen, Wyhlen, Mundelfingen, Neuhausen bei Villingen, Lausheim (Stühlingen) (1912), Heinstetten (1914), Pfarrer in Worndorf (westlich von Messkirch) (1916), Schwaningen (Stühlingen) (1927), Limpach (Deggenhausertal) (1928), Hondingen (südöstlich von Donaueschingen)(1930), Rast (Sauldorf) südlich von Messkirch (1931), Pfarrer in Hondingen (29. Juni 1938).
In Hondingen wurde Pfarrer Bernhard von den Nationalsozialisten schikaniert, weil er sie offen kritisierte. Im März 1939 wurde ihm verboten, Schulunterricht zu erteilen, das Verbot auf Proteste aus der Bevölkerung hin Ende des Jahres jedoch wieder aufgehoben. Am 3. April 1940 wurde er verhaftet, am 21. August aus der Untersuchungshaft in Mannheim freigelassen und am 30. November die Anklage niedergeschlagen. Die Gefängniszeit war für ihn so schrecklich gewesen, dass er sich am 17. September 1940 der erneuten Festnahme durch Gestapo-Beamte unter Einsatz körperlicher Gewalt widersetzte. Er kam in das KZ Dachau (Häftlingsnummer 24.217), war Versuchsperson für medizinische Phlegmone-Versuche und starb im Juli 1942 im Alter von 59 Jahren den Hungertod. Er wurde in der Vorhalle der Kirche St. Martin in Hondingen beigesetzt.

## Gedenken
Die deutsche Römisch-katholische Kirche hat Adolf Bernhard als Märtyrer aus der Zeit des Nationalsozialismus in das deutsche Martyrologium des 20. Jahrhunderts aufgenommen.